# Night of Champions (2008)
Night of Champions (2008) foi um evento de wrestling profissional em formato pay-per-view realizado pela World Wrestling Entertainment. Aconteceu no dia 29 de junho de 2008 no American Airlines Center em Dallas, Texas e contou com a presença de wrestlers da Raw, SmackDown, e ECW. Esta foi a segunda edição da cronologia do Night of Champions. Como no ano anterior, todos os campeonatos da World Wrestling Entertainment estiveram em jogo.

## Resultados
| #                              | Lutas                                                                     | Estipulação                                          | Tempo |
| ------------------------------ | ------------------------------------------------------------------------- | ---------------------------------------------------- | ----- |
| Dark                           | Jeff Hardy derrotou Montel Vontavious Porter                              | Singles match                                        | N/A   |
| 1                              | John Morrison e The Miz (c) derrotaram Finlay e Hornswoggle               | Tag Team match pelo WWE Tag Team Championship        | 08:46 |
| 2                              | Matt Hardy (c) derrotou Chavo Guerrero (com Bam Neely)                    | Singles match pelo WWE United States Championship    | 09:21 |
| 3                              | Mark Henry derrotou Kane (c) e The Big Show                               | Triple Threat match pelo ECW Championship            | 08:17 |
| 4                              | Ted DiBiase e Cody Rhodes (c) derrotaram Hardcore Holly e Cody Rhodes (c) | Tag Team match pelo World Tag Team Championship      | 01:27 |
| 5                              | Kofi Kingston derrotou Chris Jericho (c) (com Lance Cade)                 | Singles match pelo WWE Intercontinental Championship | 11:00 |
| 6                              | Mickie James (c) derrotou Katie Lea Burchill (com Paul Burchill)          | Singles match pelo WWE Women's Championship          | 07:16 |
| 7                              | Edge (c) derrotou Batista                                                 | Singles match pelo World Heavyweight Championship    | 16:48 |
| 8                              | Triple H (c) derrotou John Cena                                           | Singles match pelo WWE Championship                  | 19:37 |
| (c) - Campeão(s) antes da luta |                                                                           |                                                      |       |